# Jelenka (přítok Úhlavy)
Jelenka je pravostranný přítok řeky Úhlavy v okrese Klatovy v Plzeňském kraji. Délka toku činí 17,9 km. Plocha povodí měří 62,3 km².

## Průběh toku
Potok pramení na severních svazích Můstku (1234 m n. m.) v nadmořské výšce okolo 1085 m. Pramenná oblast potoka a část jeho horního toku, která teče převážně zalesněnou krajinou na sever až severozápad k Městišti, se nachází na území přírodní rezervace Městišťské rokle. Od Městiště směřuje tok Jelenky dále na sever. V tomto úseku je nejbližší okolí potoka lučinaté a jeho koryto je lemováno stromy. Přibližně na jedenáctém říčním kilometru teče západně od Divišovic a po dalších dvou kilometrech po proudu východně od Krotějova. Mezi šestým a sedmým říčním kilometrem protéká Opálkou, kde podtéká silnici II/171. Odtud proudí dále na sever k Rovné, jižně od níž přibírá zprava Strážovský potok. Od Rovné směřuje tok Jelenky na severozápad. Přibližně na čtvrtém říčním kilometru, severovýchodně od Dvoreckého Mlýna, silně meandruje. O něco níže po proudu je koryto potoka napřímené. Nedaleko ústí překonává Jelenku silnice II/191. V tomto úseku proudí při západním okraji Janovic nad Úhlavou. Zde se vlévá zprava do řeky Úhlavy na jejím 73,0 říčním kilometru v nadmořské výšce 408 m.

### Větší přítoky
- Strážovský potok, zprava, ř. km 5,3

## Vodní režim
Průměrný průtok Jelenky u ústí činí 0,64 m³/s.

## Mlýny
- Janovický mlýn – Janovice nad Úhlavou, kulturní památka